# Maxime Laoun
Maxime Laoun (ur. 12 sierpnia 1996 w Montrealu) – kanadyjski łyżwiarz szybki specjalizujący się w short tracku, mistrz olimpijski z Pekinu 2022.

## Wyniki

### Igrzyska olimpijskie
| Rok  | Gospodarz | 500 m | sztafeta mężczyzn |
| ---- | --------- | ----- | ----------------- |
| 2022 | Pekin     | 28    | złoto             |

### Mistrzostwa świata
| Rok  | Gospodarz | 500 m | 1000 m | 1500 m | sztafeta | wielobój |
| ---- | --------- | ----- | ------ | ------ | -------- | -------- |
| 2021 | Dordrecht | 19    | 16     | 6      | 5        | 11       |

### Mistrzostwa świata juniorów
| Rok  | Gospodarz | sztafeta | wielobój |
| ---- | --------- | -------- | -------- |
| 2014 | Erzurum   | 6        | —        |
| 2015 | Osaka     | 9        | 46       |
| 2016 | Sofia     | 11       | 8        |